# Плужникова, Александра Константиновна
Александра Константиновна Плужникова (21 апреля 1922, с. Дунайка, Курская губерния — ?) — звеньевая свеклосовхоза Дмитротарановского сахарного комбината, Белгородская область. Герой Социалистического Труда (1948).

## Биография
Родилась 21 апреля 1922 года в селе Дунайка (ныне Грайворонского района Белгородской области) в многодетной крестьянской семье. Окончила начальную школу.
С тринадцатилетнего возраста начала трудовую деятельность разнорабочей Пролетарского свеклосовхоза Харьковской области.
После освобождения от гитлеровских оккупантов, в начале 1944 года, Александра Плужникова с родными переехала в село Микояновку (теперь посёлок Октябрьский) и стала рабочей свеклосовхоза Дмитротарановского сахарного комбината. В 1946 году была выдвинута на должность звеньевой полеводческого звена. В трудных условиях — при нехватке техники, рабочих рук, удобрений — работали женщины и девушки. В 1947 году звено Плужниковой получило почти по 35 центнеров зерна ржи с гектара. 14 мая 1948 года Указом Президиума Верховного Совета СССР Александре Константиновне Плужниковой было присвоено звание Героя Социалистического Труда с вручением ордена Ленина и Золотой медали «Серп и Молот».
Позже была направлена на учёбу в Александрийское сельскохозяйственное училище, что в Подмосковье. По возвращении в совхоз была назначена бригадиром. Вскоре её бригада стала лучшей не только в хозяйстве, но и в районе. В 1958 году Плужникова была награждена вторым орденом Ленина.
Александра Плужникова активно участвовала в общественной работе, избиралась депутатом областного и поселкового Советов. Из-за инвалидности с 1972 года вышла на пенсию.
В настоящее время живёт в селе Красный Октябрь Белгородского района.

## Награды
- Золотая медаль «Серп и Молот» Героя Социалистического Труда (14.5.1948)
- два ордена Ленина (14.5.1948; 1958)
- медали, среди которых «За доблестный труд в годы Великой Отечественной войны».

## Память
- Имя Плужниковой Александры Константиновны увековечено на районной аллее Славы[1].